# Sergi Escobar Roure
Sergi Escobar Roure (Lerida, 22 september 1974) is een Spaans voormalig wielrenner.

## Belangrijkste overwinningen
2001
- Tijdrit op de Middellandse Zeespelen

2006
- Eindklassement Ronde van Madrid

Arrieta ·
Arroyo ·
Becke ·
Carrasco ·
Colom ·
Erviti ·
Escobar ·
Gálvez ·
García ·
Gonzalez ·
Gutiérrez ·
Horrach ·
Julia ·
Karpets ·
Lastras ·
Leonet ·
Mancebo ·
Navas ·
A. Osa ·
U. Osa ·
Pérez ·
Pradera ·
Reynés ·
Tauler ·
Valverde ·
Zandio
Alves · Aznar · Brito Da Costa · El Allaoui · Escobar · R.García de Mateos · V.García de Mateos · H.López · X.López · Moa · Pérez · Poezanov · Prades · Punzano · Ramos · Rovira · Torrent · Tsjoezjda · Vallejo